# Hertodtové z Todtenfeldu
Hertodtové z Todtenfeldu byl šlechtický rod, v minulosti spjatý s Českým královstvím.

## Příslušníci rodu
Matyáš František Hertodt z Todtenfeldu (1625 – asi 1713) byl zemský moravský fyzik a osobní lékař císařů Leopolda I., Josefa I. a Karla VI.
Jan Ferdinand Hertodt z Todtenfeldu (1645–1724) byl fyzik a lékař. V roce 1669 vydal písemnou zprávu o chemickém složení luhačovické vody. Popsal způsob pitné léčby a úspěšné výsledky léčení.